# Vytfutia bedel
Vytfutia bedel is een spinnensoort uit de familie Phyxelididae. De soort komt voor in Sumatra.